# Gerontology Research Group
Die Gerontology Research Group (GRG) ist eine international tätige Vereinigung von Forschern verschiedener gerontologischer Disziplinen, die vor allem durch die Verifizierung und Validierung des Alters sogenannter Supercentenarians – Personen mit einem Alter von mindestens 110 Jahren – und die Erforschung der Ursachen ihrer Langlebigkeit bekannt geworden ist. Parallel hierzu wird erforscht, inwiefern sich das menschliche Altern verlangsamen beziehungsweise umkehren lässt.
Die GRG wurde im Jahr 1990 von L. Stephen Coles (1941–2014) und Stephen M. Kaye gegründet. Die ursprüngliche Institution der GRG, die LA-GRG, hat ihren Sitz an der University of California in Los Angeles.
Neben den durch eigene Mitglieder und Freiwillige verifizierten Lebensdaten hat die GRG für ihre Listen der ältesten Menschen auch Verifizierungen anderer wissenschaftlicher Studien übernommen. Im Unterschied zu anderen wissenschaftlichen Datensammlungen, wie etwa der International Database of Longevity, die nicht öffentlich zugänglich sind, ist die GRG auch darum bemüht, die gewonnenen Daten und Erkenntnisse zur Langlebigkeit einer breiteren Öffentlichkeit zugänglich zu machen. Die Daten der etwa 2000 bei GRG gelisteten Supercentenarians werden jedoch nicht als abschließend betrachtet. Die Organisation geht davon aus, dass weltweit eine große Anzahl weiterer Personen lebt und lebte, die ein Alter von mindestens 110 Jahren erreicht haben und bislang unentdeckt blieben oder deren Lebensdaten nicht hinreichend dokumentierbar sind. Auch Invalidierungen oder Neuvalidierungen durch die GRG – zuletzt beispielsweise der aus dem Guinness-Buch der Rekorde stammenden Fälle von Shigechiyo Izumi, Carrie White oder Kamato Hongo – kommen hin und wieder vor, wenn Altersangaben durch weitere Forschung als falsch widerlegt oder mit erheblichen Zweifeln belegt werden.
Das Guinness-Buch der Rekorde wird heute bezüglich seiner Kategorien der ältesten Menschen durch das GRG-Mitglied Robert D. Young beraten.